# Руссалимка

Руссалимка — река в России, протекает по Майнскому и Сурскому районам Ульяновской области и Дрожжановскому району Татарстана. Левый приток Маклаушки.
Высота истока — 239 м над уровнем моря. Высота устья — 142 м над уровнем моря. Уклон реки — 9,7 м/км.

## Описание
Длина реки составляет 10 км. Берёт начало в посёлке Труд Майнского района. Течёт на северо-восток по безлесной незаселённой местности. Участок реки в среднем течении длиной около 1 км проходит в границах Дрожжановского района (Татарстан), устьевая часть находится на территории эксклава Сурского района Ульяновской области. Впадает в Маклаушку в 4 км по её левому берегу, в 2 км к югу от села Новое Чекурское.
В среднем течении русло проходит по оврагу. Сток зарегулирован, имеются насыпные дамбы и пруды. В среднем течении на левом берегу сохранились остатки бывшего села Еделево.

## Данные водного реестра
По данным государственного водного реестра России относится к Верхневолжскому бассейновому округу, водохозяйственный участок реки — Сура от Сурского гидроузла и до устья реки Алатырь, речной подбассейн реки — Сура. Речной бассейн реки — (Верхняя) Волга до Куйбышевского водохранилища (без бассейна Оки). Код водного объекта в государственном водном реестре — 08010500312110000037446.